# Sundolitt
Sundolitt A/S er en dansk producent af produkter i ekspanderet polystyren med hovedkvarter i Billund. De producerer isoleringsmaterialer til byggebranchen samt emballage til gartneri- og fødevarebranchen samt til teknisk industri. Sundolitts moderselskab er det norske Sunde AS, som blev etableret i Ålesund i 1962. I Danmark blev Sundolitt grundlagt i Viborg i 1964, som en producent af isoleringsmaterialer. I Dag har Sundolitt fire fabrikker i Danmark i henholdsvis Slangerup, Viborg, Billund og Brønderslev. I 2023 havde de 94 ansatte og en årsomsætning på 349 mio. danske kroner.